# Distrito Escolar de East Orange
El Distrito Escolar de East Orange (East Orange School District) es un distrito escolar de Nueva Jersey. Tiene su sede en East Orange. El distrito gestiona 20 escuelas y tiene aproximadamente 12.000 estudiantes.

## Escuelas
Escuelas preparatorias:
- East Orange Campus 9 High School
- East Orange Campus High School